# Drăgănești de Vede, Teleorman
Drăgănești de Vede este satul de reședință al comunei cu același nume din județul Teleorman, Muntenia, România.